# Catedral de São Pedro (Rio Grande)

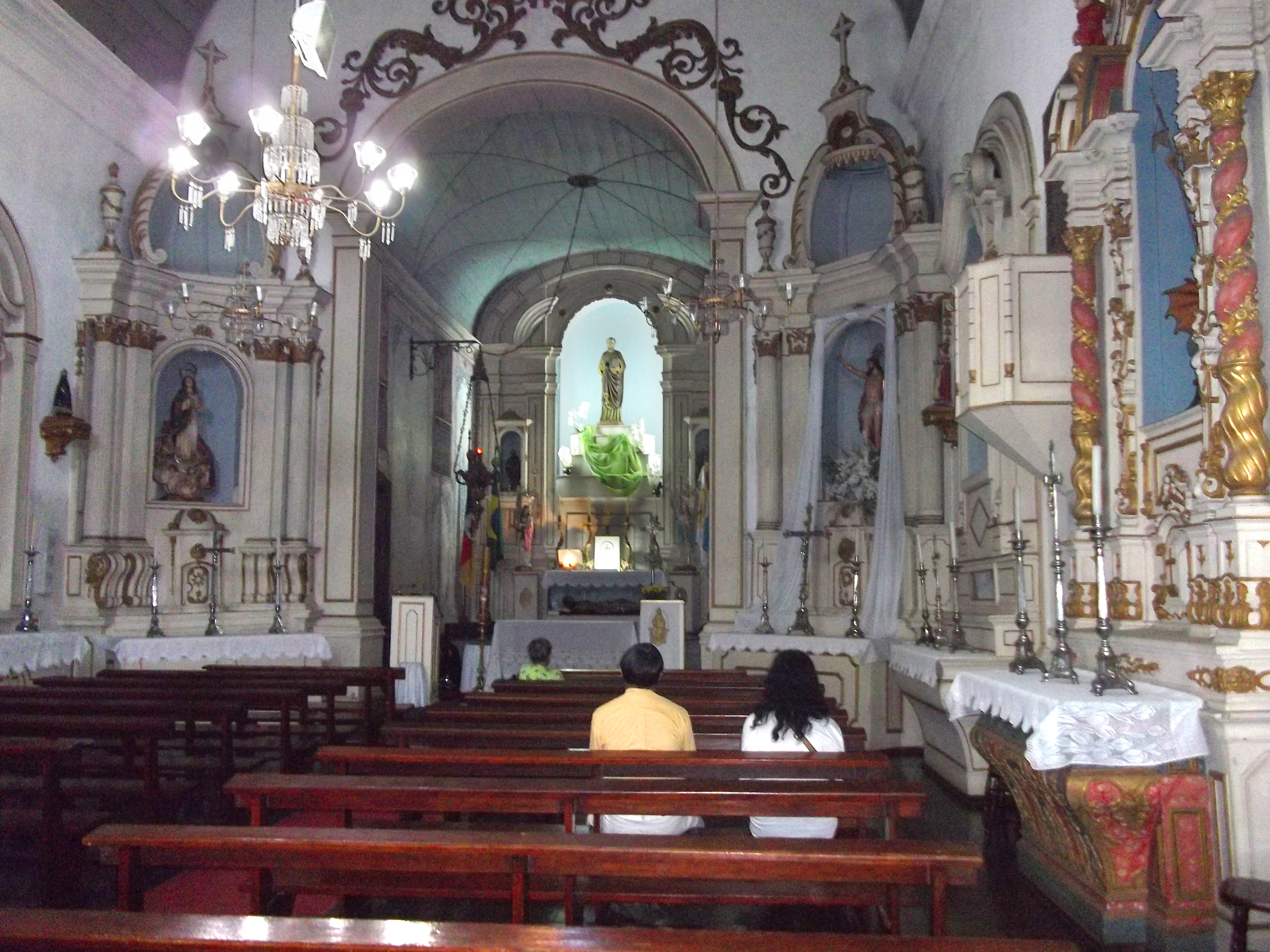
Interior.

A Catedral de São Pedro representa a sede da Diocese de Rio Grande, localizada na cidade de Rio Grande, situada no estado do Rio Grande do Sul, Brasil.
Templo de grande valor histórico e artístico, foi a primeira igreja erguida no estado, datando de 1755 o início das obras. Sua construção foi ordenada por Gomes Freire de Andrade, com projeto de José Fernandes Alpoim em estilo barroco tardio. Tem uma volumetria sólida que lhe dá monumentalidade, dissimulando suas proporções relativamente pequenas.
Em 1756 já recebia o culto, ainda incompleta. A tradição diz que em 1763, com a invasão espanhola, foi saqueada, depredada e transformada em hospital, mas alguns autores, como Queiroz e Torres, afirmam que não sofreu danos e foi resgatada intacta pelos portugueses. Tem uma área construída de 484,50 m2, com 17 m de largura por  28,5 m de comprimento. O espaço interno é dividido em uma nave e uma capela-mor. A decoração externa é mínima, mas se destaca a emolduração da porta, em pedra trabalhada. O interior tem mais riqueza em altares entalhados e estatuária. Há nove altares, o principal dedicado a São Pedro.
Mesmo assim, no geral tem decoração austera para os padrões barrocos, o que se explica pela modéstia da povoação em que foi erguida. Não chamou a atenção especial de viajantes, que a citaram mas consideraram singela, enquanto John Luccock a descreveu como monótona, embora graciosa. Entre meados do século XIX e início do século XX várias vezes se cogitou sua demolição, reforma ou ampliação. Em 1937 sua demolição chegou a ser autorizada e esteve na iminência de ocorrer, mas o processo burocrático atrasou e em 1938 foi salva pelo tombamento em nível nacional pelo IPHAN, tendo sua importância afinal reconhecida. Em 1972 se tornou Catedral. Entre 1996 e 1997 passou por um restauro, e foi reparada novamente entre 2007 e 2008.
Athos Damasceno disse que apesar de sua simplicidade, "injusto seria desdenhar os lavores de talha que ostenta em seus altares. E também de algumas estátuas entronizadas em seus nichos. E ainda de candelabros de bronze e lustres de cristal e quadros a óleo e exemplares de móveis antigos e tochas e brandões e lanternas processionais que lhe compõem o conjunto de alfaias e outros haveres". Possui em seu acervo várias outras preciosidades, como manuscritos iluminados, paramentos sacros, cerâmicas, porcelanas e faianças, e peças doadas pelos imperadores Dom Pedro I e Dom Pedro II, que a visitaram duas vezes cada um.